# Ćwiczenie studyjne
Ćwiczenie studyjne – forma szkolenia, która angażuje niewielką liczbę uczestników, szczególnie dowódców określonych szczebli.

## Charakterystyka ćwiczenia
- Celem  ćwiczenia jest przygotowanie dowódców do realizacji zadań na konkretnych stanowiskach funkcyjnych w ćwiczeniach dowódczo-sztabowych lub z wojskami[3].
- Istotą jest profesjonalne przygotowanie szkolonych do praktycznego rozwiązywania problemów operacyjnych i taktycznych[3].
- Treścią jest praktyczne, przygotowanie dowódców, oficerów rodzajów wojsk do realizacji zadań w zakresie procesu wypracowania decyzji, stawiania zadań, organizowania działań w różnych sytuacjach pola walki[1].

Wypracowane przez ćwiczących koncepcje walki oraz formułowane i wrysowane na mapę lub szkic decyzje, a także opracowane zarządzenia, rozkazy i meldunki powinny być poddane dyskusji, w czasie której ćwiczący argumentowaliby swoje rozwiązania, a w przypadku popełnionych błędów naprowadzani byliby na właściwy tok rozumowania i działania.

## Ćwiczenia studyjne według instrukcji NATO
Ćwiczenie studyjne (ang. Exercise Study) jest formą ćwiczenia angażującą ograniczoną liczbę uczestników, z reguły określonej specjalności i na którą mogą się składać następujące przedsięwzięcia dydaktyczne:
- ćwiczenia na mapach (ang. map exercises)
- gry wojenne (ang. war-games)
- wykłady (ang. lectures)
- dyskusje w grupach (ang. discussion groups)
- seminaria (ang. seminars)
- analizy operacyjne (ang. operational analyses)